# 21 أغسطس
- السبت
- الأحد
- الاثنين
- الثلاثاء
- الأربعاء
- الخميس
- الجمعة

- 261 صفر 1447  هـ
- 272 صفر 1447  هـ
- 283 صفر 1447  هـ
- 294 صفر 1447  هـ
- 305 صفر 1447  هـ
- 316 صفر 1447  هـ
- 17 صفر 1447  هـ
- 28 صفر 1447  هـ
- 39 صفر 1447  هـ
- 410 صفر 1447  هـ
- 511 صفر 1447  هـ
- 612 صفر 1447  هـ
- 713 صفر 1447  هـ
- 814 صفر 1447  هـ
- 915 صفر 1447  هـ
- 1016 صفر 1447  هـ
- 1117 صفر 1447  هـ
- 1218 صفر 1447  هـ
- 1319 صفر 1447  هـ
- 1420 صفر 1447  هـ
- 1521 صفر 1447  هـ
- 1622 صفر 1447  هـ
- 1723 صفر 1447  هـ
- 1824 صفر 1447  هـ
- 1925 صفر 1447  هـ
- 2026 صفر 1447  هـ
- 2127 صفر 1447  هـ
- 2228 صفر 1447  هـ
- 2329 صفر 1447  هـ
- 241 ربيع الأول 1447  هـ
- 252 ربيع الأول 1447  هـ
- 263 ربيع الأول 1447  هـ
- 274 ربيع الأول 1447  هـ
- 285 ربيع الأول 1447  هـ
- 296 ربيع الأول 1447  هـ
- 307 ربيع الأول 1447  هـ
- 318 ربيع الأول 1447  هـ
- 19 ربيع الأول 1447  هـ
- 210 ربيع الأول 1447  هـ
- 311 ربيع الأول 1447  هـ
- 412 ربيع الأول 1447  هـ
- 513 ربيع الأول 1447  هـ

21 أغسطس أو 21 آب أو يوم 21 \ 8 (اليوم الحادي والعشرون من الشهر الثامن) هو اليوم الثالث والثلاثون بعد المئتين (233) من السنوات البسيطة، أو اليوم الرابع والثلاثون بعد المئتين (234) من السنوات الكبيسة وفقًا للتقويم الميلادي الغربي (الغريغوري). يبقى بعده 132 يوما لانتهاء السنة.

## أحداث
- 1541 - الجيش العثماني بقيادة سليمان القانوني ينهي حصار بودا ويتمكن من فتحها والسيطرة على المجر لمدة 150 عاما
- 1915 - إيطاليا تعلن الحرب على الدولة العثمانية في الحرب العالمية الأولى.
- 1919 - بلجيكا تعلن إنها دولة منتدبة على بوروندي.
- 1920 - مقتل رئيس الوزراء السوري علاء الدين الدروبي ورئيس مجلس الشورى عبد الرحمن باشا اليوسف في قرية خربة غزالة في حوران على يد المتمردين.
- 1944 - عقد اجتماع بين ممثلي المملكة المتحدة والولايات المتحدة والاتحاد السوفيتي لوضع مسودة لميثاق الأمم المتحدة.
- 1959 - هاواي تنظم إلى الولايات المتحدة لتصبح الولاية رقم 51.
- 1969 - إحراق المسجد الأقصى على يد مايكل دينس روهان.
- 1983 - اغتيال زعيم المعارضة الفلبينية بينينو أكينو في مطار مانيلا الدولي بعد عودته إلى بلاده بعد عشرين عامًا قضاها في المنفى.
- 1991 - لاتفيا تعلن استقلالها عن الاتحاد السوفيتي.
- 1994 - حادث سقوط طائرة تابعة ل الخطوط الملكية المغربية الرحلة 630، (مقتل 44 شخص).
- 1998 - الولايات المتحدة تقصف مصنعًا للأدوية في السودان بحجة أنه مصنع أسلحة كيميائية.
- 2003 - القوات الأمريكية تلقي القبض على القيادي في حزب البعث وابن عم الرئيس العراقي السابق صدام حسين علي حسن المجيد.
- 2011 - وصول الثوار إلى الساحة الخضراء في طرابلس بعد انسحاب كتائب القذافي من أنحاء العاصمة، وفي المساء احتفل الآلاف بسقوط نظام القذافي في الساحة الخضراء وسط طرابلس وفي بنغازي وفي مدينة البيضاء.
- 2012 - نائب رئيس الوزراء الإثيوبي هايله مريم ديساليغنه يتولى رئاسة الوزراء بالوكالة وذلك بعد وفاة رئيس الوزراء ملس زيناوي.
- 2013 - الحكم بالسجن لمدة 35 عامًا على الجندي الأمريكي برادلي مانينغ لتسريبه وثائق سرية إلى موقع ويكيليكس.
- 2013 - هجوم بالسلاح الكيميائي في سوريا على عدد من بلدات الغوطة الشرقية أدى إلى مقتل واختناق المئات من الأشخاص.
- 2014 - تسمية أحمد داود أوغلو زعيمًا لِحزب العدالة والتنمية ورئيسًا لوزراء تُركيَّا.
- 2017 - كُسوف شمسي كُلّي يحدث فوق الولايات الأمريكية المتجاورة لأول مرة منذ عام 1918.
- 2021 - ملك ماليزيا عبد الله أحمد شاه يعين إسماعيل صبري يعقوب رئيسًا للوزراء في أعقاب الأزمة السياسية في البلاد.

## مواليد
- 1165 - الملك فيليب أوغست، ملك فرنسا.
- 1643 - الملك ألفونسو السادس، ملك البرتغال الثاني والعشرين.
- 1765 - الملك ويليام الرابع، ملك المملكة المتحدة.
- 1789 - أوغستين لوي كوشي، عالم رياضيات فرنسي.
- 1798 - جول ميشليه، مؤرخ فرنسي.
- 1862 - إدريس بك راغب، قاضي مصري.
- 1902 - أنخيل كاراليتشيف كاتب بلغاري متخصص في أدب الأطفال.
- 1906 - فريز فريلينغ، رسام رسوم متحركة ومخرج أمريكي.
- 1930 - الأميرة مارجريت، ابنه جورج السادس ملك المملكة المتحدة وكونتيسة سنودون.
- 1938 - كيني روجرز، مغني أمريكي.
- 1945 - منير فخري عبد النور، سياسي مصري.
- 1947 - اللواء. أحمد مختار، عسكري وسياسي مصري.
- 1948 - عزت أبو عوف، ممثل مصري.
- 1961 - هند كامل، ممثلة عراقية.
- 1963 - الملك محمد السادس، ملك المغرب.
- 1967 -
  - كاري-آن موس، ممثلة كندية.
  - سيرج تانكيان، مغني أمريكي.
- 1971 - فتحي عبد الوهاب، ممثل مصري.
- 1972 - الحسن اليامي، لاعب كرة قدم سعودي.
- 1973 - سيرجي برين، أحد مؤسسي جوجل.
- 1984 - أليزي، مغنية فرنسية.
- 1986 - يوسين بولت، عداء جمايكي.
- 1988 - روبرت ليفاندوفسكي، لاعب كرة قدم بولندي.
- 1989 - هايدن بانتير، ممثلة ومغنية أمريكية.

## وفيات
- 1153 - القديس برنارد، قديس كاثوليكي.
- 1157 - الملك ألفونسو السابع، ملك إسبانيا.
- 1796 - جون مكينلي، سياسي أمريكي.
- 1836 - كلود-لوي نافيير، عالم فيزياء ومهندس فرنسي.
- 1926 - الملك يوجين وانغشوك، ملك بوتان.
- 1940 - ليون تروتسكي، زعيم شيوعي.
- 1941 - طلعت حرب، اقتصادي مصري.
- 1943 - هنريك بونتوبيدان، أديب دنماركي حاصل على جائزة نوبل في الأدب عام 1917.
- 1964 - بالميرو تولياتي، قائد شيوعي إيطالي.
- 1979 - جوزيبي مياتسا، لاعب كرة قدم إيطالي.
- 1980 - محمد عبد المطلب، مغني مصري
- 1983 - بينينو أكينو، رئيس الفلبين السابق.
- 1999 - فيصل بن فهد بن عبد العزيز آل سعود، أمير سعودي.
- 2010 - لخضر بن طوبال، سياسي جزائري.
- 2011 - محمد بن عبد الله بن فيصل بن عبد العزيز آل سعود، أمير وشاعر ورياضي سعودي.
- 2018 - حنا مينه، روائي سوري.

## أعياد ومناسبات
- عيد نينوي أكوينو في الفلبين.

## وصلات خارجية
- وكالة الأنباء القطريَّة: حدث في مثل هذا اليوم.
- النيويورك تايمز: حدث في مثل هذا اليوم.
- BBC: حدث في مثل هذا اليوم.